# Benhinna
Benhinnan, latin: periosteum, är en tunn bindvävshinna som innehåller nerver, blodkärl och lymfkärl. Den finns runt benen. Eftersom den är väl innerverad uppkommer en stor del av bensmärtan som känns vid skelettrelaterade sjukdomar, eller slag mot ett ben, från benhinnan. Även det kompakta, yttre lagret av benet är innerverat och kan svara för viss smärta som uppkommer från ben.
Benhinna används också i folkmun som namn för främre skenbensmuskeln (m. tibialis anterior), muskeln främst på underbenet.